# 惠达卫浴
惠达卫浴股份有限公司（英語：Huida Sanitary Ware Co.,Ltd；上交所：603385，简称：惠达卫浴），是中国上海证券交易所的一家上市公司，主要从事卫浴产品的设计、研发、生产和销售。

## 历史
公司成立于1997年12月，前身为唐山惠达陶瓷（集团）股份有限公司。2012年2月13日更名为“惠达卫浴股份有限公司”，2017年4月5日在上海证券交易所挂牌上市。公司主要产品有卫生洁具和陶瓷砖，其中卫生洁具包括卫生陶瓷、五金洁具、浴缸浴房和浴室柜，陶瓷砖包括内墙砖和地砖。公司旗下“惠达”商标于2002年被国家工商行政管理总局认定为“中国驰名商标”，2006年被国家质量监督检验检疫总局评为“中国名牌产品”，并连续10年被世界品牌实验室评为“中国500最具价值品牌”。
2021年，公司实现营业收入38.93亿元，同比增长20.98%；实现净利润2.35亿元，同比下降23.44%。